# Ольга Турова
Ольга Турова (13 березня 1983) — російська ватерполістка.
Учасниця Олімпійських Ігор 2004, 2008 років. Бронзова медалістка Чемпіонату світу з водних видів спорту 2003 року.